# 登州
登州，中国古代的州，始于武周时期。登州位于山东半岛东端，为对辽东及朝鲜半岛海道交通起点，盛产鱼、盐。

## 歷史沿革
唐朝武德四年（621年），置登州。贞观元年（627年），废登州。武周如意元年（692年），由萊州东北部的牟平县、黄县、文登县析置。治所在牟平县（今山东烟台市牟平区）。神龙三年（707年）移治蓬莱县（今蓬莱区。天宝元年（742年）改为东牟郡，乾元元年（758年）复为登州。登州轄有四個縣，分別是蓬萊縣、牟平縣、文登縣和黃縣。行政範圍為現在山東省威海市全境和煙臺市北部（芝罘區、牟平區、萊山區、福山區、龍口市、蓬萊区、棲霞市）。户二万二千二百九十八，人口十万八千九。
北宋时，登州归属京东东路。金代，登州归属山东东路。登州辖4县：蓬莱县、黄县、福山县、栖霞县，治所蓬莱县。牟平县、文登县两县另设宁海州。元代，登州归属山东东西道宣慰司、般阳府。
明代，登州归属山东省莱州府。洪武九年（1376年）升为登州府。清代第二次鴉片戰爭戰敗後為通商口岸（天津條約）。
| 唐朝登州辖县 | 唐朝登州辖县                                 |
| ------------ | -------------------------------------------- |
| 621年        | 文登县、观阳县                               |
| 623年        | 文登县（观阳县改属牟州，新设清阳县、廓定县） |
| 627年        | 文登县改属莱州，废除清阳县、廓定县           |
| 692年        | 牟平县、文登县、黄县                         |
| 707年        | 牟平县、文登县（废除黄县，新设蓬莱县）       |
| 707年        | 蓬莱县（改治）、牟平县、文登县               |
| 713年        | 蓬莱县、牟平县、文登县（重设黄县）           |

唐朝登州刺史
- 淳于难（621年）
- 时德睿（武德年间）
- 周行冲（武周时）
- 刘伦（武周时）
- 裴琬（武周时）
- 毕元恺（707年）
- 王景（唐睿宗时）
- 崔瑊（713年）
- 严挺之（727年）
- 裴重晈（开元年间）
- 韦俊（732年）
- 皇甫翼（开元末年）
- 王惟忠（唐玄宗时）
- 夏侯审（789年—790年）
- 高曙（元和年间）
- 李文会（818年）
- 窦庠（822年）
- 乌角（839年—840年）
- 萧某（845年）
- 孙方绍（865年）
- 樊驯（871年）
- 崔芸卿（871年，未任）
- 刘鄩（光化初年）
- 刘捍（903年）
- 裴枢（905年）
- 柳璨（905年）
- 范居实（906年）
- 邓季筠（906年—907年）